# 이웅렬
이웅렬(李雄烈, 1956년 4월 18일 ~ )은 코오롱 그룹 회장이다. 이동찬 코오롱 창업주의 아들이다. 본관은 여주.

## 학력
- 조지워싱턴 대학교 대학원 경영학 석사

## 경력
- 1985.02: 코오롱 뉴욕지사 이사
- 1986.02: 코오롱 도쿄지사 근무
- 1987.07: 코오롱 상무이사
- 1989.07: 코오롱그룹 기획조정실 실장
- 1991.02: 코오롱그룹 부회장
- 1994.07: 코오롱 대표이사 사장
- 1996.01 : 코오롱그룹 대표이사 회장
- 2000.10: 전국경제인연합회 e-biz 위원회 위원장
- 2004~2007: 꽃과어린왕자 이사장
- 코오롱그룹 회장
- 전국경제인연합회 부회장
- 한국경영자총협회 부회장
- 2015.04~ : 한국메세나협회 부회장
- 2023.01: 전국경제인연합회 회장후보추천위원장 겸 미래발전위원장

## 수상
- 2008년 금탑산업훈장